# Gérce
Gérce község Vas vármegyében, a Sárvári járásban.

## Fekvése
A Kemenesalján fekszik; a szomszédai: észak felől Sitke, kelet felől Vásárosmiske, dél felől Káld, északnyugat felől pedig Sárvár.
Közigazgatási területei délnyugati irányban egy aránylag hosszabb szakaszon érintkeznek Bejcgyertyános, és egy sokkal rövidebb szakaszon Sótony határszélével is, a két utóbbi község között fekvő Nyőgérrel ellenben nem határos.

### Megközelítése
Legfontosabb közúti megközelítési útvonala a 84-es főút, amely nagyjából dél-északi irányban húzódva végighalad a területén, a lakott részeit nyugati irányból elkerülve. A falun, annak főutcájaként, észak-déli irányban a 84 155-ös számú mellékút vezet végig; Celldömölk központja felől a 8432-es, Alsóság nevű városrésze irányából a 8433-as úton közelíthető meg.
Vasútvonal nem érinti, a legközelebbi vasúti csatlakozási lehetőség a Székesfehérvár–Szombathely-vasútvonal Sárvár vasútállomása.

## Története
A település első, okleveles említése 1300 előttről származik. A településbe olvadt Tacskándot főleg kisnemesek lakták. Határában szőlőhegyek találhatók, hangulatos pincékkel.

## Közélete

### Polgármesterei
- 1990–1994: Ifj. Tóth Géza (független)[3]
- 1994–1998: Gömbös Géza (független)[4]
- 1998–2002: Gömbös Géza (független)[5]
- 2002–2006: Kovács László (független)[6]
- 2006–2010: Kovács László (független)[7]
- 2010–2014: Kovács László (független)[8]
- 2014–2019: Kovács László (független)[9]
- 2019–2024: Kovács László (független)[10]
- 2024– : Gampel László Tivadar (független)[1]

## Népesség
A település népességének változása:
| Lakosok száma | 1110 | 1102 | 1124 | 1221 | 1099 | 1093 | 1078 |
|               | 2013 | 2014 | 2015 | 2021 | 2022 | 2023 | 2024 |

A 2011-es népszámlálás során a lakosok 88,1%-a magyarnak, 0,8% németnek, 1,9% cigánynak mondta magát (11,7% nem nyilatkozott; a kettős identitások miatt a végösszeg nagyobb lehet 100%-nál). A vallási megoszlás a következő volt: római katolikus 56,1%, református 1,1%, evangélikus 18,4%, görögkatolikus 0,2%, felekezet nélküli 2,8% (20,8% nem nyilatkozott).
2022-ben a lakosság 93,5%-a vallotta magát magyarnak, 3,1% cigánynak, 0,7% németnek, 0,1-0,1% szerbnek és szlováknak, 1,1% egyéb, nem hazai nemzetiségűnek (6,3% nem nyilatkozott; a kettős identitások miatt a végösszeg nagyobb lehet 100%-nál). Vallásuk szerint 45,2% volt római katolikus, 16% evangélikus, 1,6% református, 0,4% görög katolikus, 0,2% egyéb keresztény, 1,6% egyéb katolikus, 2,6% felekezeten kívüli (32,1% nem válaszolt).

## Nevezetességei
- Középkori eredetű katolikus templomának titulusa: Szent Kereszt felmagasztalása. A barokk korban átalakították, ekkoriban épült a plébániaház is.
- Evangélikus temploma 1794-ben épült.
- Faluház (tervezője Tolnay Lajos)
- A településen áthalad az Országos Kéktúra.
- Alginit

## A település ismertebb szülöttei
- Szabó József (Gérce, 1789. október 2. – Sopron, 1885. június 8.) tanár, nyelvész, történész
- Hrotkó János (Gérce, 1922. március 30. – Évora, Portugália, 2005. március 23.) labdarúgó, edző
- Bolla Kálmán (Gérce, 1930. június 1. –) nyelvész, egyetemi tanár
- Domján Dénes (Gérce 1945. március 10. – 2020. február) riporter, főszerkesztő, természettudós